# Contigo América
Contigo América es un foro y teatro independiente mexicano. Es un referente del teatro independiente de la Ciudad de México. También se dedican a la investigación, producción y formación teatral. Cuenta con el apoyo del Fondo Nacional para la Cultura y las Artes.

## Historia
Fue fundado el 2 de febrero de 1981 por los uruguayos Raquel Seoane y Blas Braidot, y los mexicanos Luisa Huertas, Mario Ficacci y Pablo Jaime. En 1983, comenzaron a impartir talleres de formación actoral. Ha sido locación de festivales y encuentros de teatro.
Cuenta con la biblioteca "Raquel Seoane", la cual se especializa en teatro independiente y arte escénico.

## Representaciones
Algunas de las obras teatrales que se han presentado en Contigo América con repercusión internacional son:
- Costumbres, de Víctor Manuel Leites.
- Donceles 19
- El árbol de Julia[6]
- El tío Vania
- Los motivos del lobo
- Los que no usan smoking
- Y sigue la bolota

## Reconocimientos
Por la representación de Costumbres de Víctor Manuel Leites, Contigo América obtuvo el reconocimiento de la Asociación Mexicana de Críticos de Teatro en 1983.